# Jüdische Gemeinde Langenlonsheim
Die Jüdische Gemeinde in Langenlonsheim (Landkreis Bad Kreuznach, Rheinland-Pfalz) war neben der evangelischen und katholischen Kirchengemeinde Langenlonsheim eine bedeutende Gemeinde in der Stadt.

## Beschreibung
Bereits 1685 wurden Juden in Langenlonsheim nachgewiesen. 1769 wohnten 28 Juden in Langenlonsheim, bis 1842 wurden es 42. Im Jahre 1895 lebten über 70 jüdische Bürger in Langenlonsheim. Die jüdische Religionsgemeinschaft von Langenlonsheim, wurde 1895 mit der von Bretzenheim und Laubenheim zu einer Kultusgemeinschaft zusammengeschlossen. Die Synagoge der drei Gemeinden befand sich in Langenlonsheim in der Hintergasse 30. Prozessakten der Staatsanwaltschaft Bad Kreuznach belegen, dass im Mai 1933 die Villa des Weinhändlers Carl Mayer durchsucht und Erika Mayer, die Tochter, wegen „kommunistischer Umtriebe“ ins Gefängnis nach Bad Kreuznach deportiert wurde. Im September 1933 brachen SA-Leute in die Villa von Ludwig Mayer ein und verprügelten ihn. 1935 wurde Ludwig Mayer erneut von Hitlerjungen attackiert und dabei mit einem Schlagring verletzt. Bis März 1938 mussten Carl Mayer, Ludwig Mayer und Carl Nachmann ihre Handelsgeschäfte abgeben. Am 19. Juli 1938 versammelte sich die Langenlonsheimer Synagogengemeinde zum letzten Mal, um einen neuen Vorstand zu wählen. Nach dem Novemberpogrom durften die verbliebenen fünf jüdischen Geschäfte nicht mehr betrieben werden.
Am 9/10. November 1938 wurden neben der Synagoge in der Hintergasse auch die Wohnungen der jüdischen Langenlonsheimer Familien Fritz Natt, Carl Mayer, Carl Nachmann und Moritz Weiß zerstört. In der Hauptsache waren dafür Langenlonsheimer Einwohner verantwortlich. Der schwer misshandelte Carl Mayer wurde nach Dachau deportiert. Der 76-jährige Carl Nachmann wehrte sich gegen das Rollkommando und wurde dabei lebensbedrohlich verletzt. Moritz Weiß und sein Sohn Hans wurden am 15. November inhaftiert und ins Gefängnis nach Bad Kreuznach deportiert. Die Schlägertrupps aus Bad Kreuznach, die am 10. November 1938 hinzukamen, wurden vom Ortsbürgermeister Ernst Ludwig Pies aus Langenlonsheim verwiesen.

## Schicksale der Langenlonsheimer jüdischen Familien

### Familie Fritz Natt (Hollergasse 28/Ecke Weidenstraße)
Fritz Natt hatte eine Weinhandlung in dem Haus Hollergasse 28/Ecke Weidenstraße in Langenlonsheim, das er mit seiner Frau Else, Sohn Hans und seinem Bruder Herbert bewohnte. Er wurde als Sohn des langjährigen Gemeinderatsmitgliedes Emil Natt geboren und führte gemeinsam mit seinem Bruder Herbert eine der größten Weinhandlungen der Region. Fritz lieferte Wein insbesondere in das Rhein-Main-Gebiet und war auch als Weinsachverständiger bei den Gerichtsbehörden in Koblenz tätig.
In der Pogromnacht 1938 brach ein Langenlonsheimer Rollkommando in die Villa des Weinhändlers ein. Sie hatten zuvor die Fenster des Kontors eingeschlagen und konnten dadurch in das Gebäude eindringen. Sie zerschlugen Möbel und Geschirr im ganzen Haus. Mitglieder der Familie Natt wurden misshandelt, Frau Else Natt wurde „an den Haaren aus dem Bett gezogen und die Treppe hinuntergestoßen“. Diese Form der Misshandlungen veranlasste den Sanitätsrat Dr. Christ, der die Familie Natt ärztlich behandelte zu der Aussage: „Ich schäme mich zum ersten Mal, ein Deutscher zu sein“. Fritz und Herbert Natt wurden zuerst in das Gefängnis nach Bad Kreuznach, später in das KZ Dachau deportiert. Nachdem Fritz und Herbert aus dem KZ Dachau freikamen, wanderte die Familie am 17. Juni 1939 nach Bolivien aus, wo sie in La Paz und dann in Cochabamba wohnten. Nachdem die Eltern verstorben waren, zog Hans Natt zuerst nach Israel und kehrte später nach Deutschland zurück.

### Familie Carl Mayer (Bingerstraße 2)
Carl Mayer führte die Weinhandlung, Bingerstraße 2, in Langenlonsheim. Er bewohnte mit seiner Frau Jenny und seinem Sohn Kurt und Erica auch das Haus in der Bingerstraße 2. Der Sohn Kurt absolvierte eine Banklehre und emigrierte im Jahre 1929 in die USA. Die Tochter Erica besuchte das Lyzeum in Bad Kreuznach und arbeitete danach in der Firma ihres Vaters. Sie wanderte im Jahre 1937 nach Stockholm aus, wo sie sich mit einem Onkel des ehemaligen amerikanischen Außenministers Henry Kissinger verheiratete. Im Novemberpogrom 1938 brachen Rollkommandos in das Haus von Carl Meyer ein, zerschlugen Einrichtung und Möbel. Carl wurde dabei „schwer mißhandelt“ und anschließend in das KZ Dachau verschleppt. Nachdem Carl wieder freigekommen war, wanderten Carl und Jenny Mayer in die USA aus.

### Familie Rudolf Mayer (Bingerstraße 11)
Rudolf („Rudel“) Mayer hatte ein Geschäft mit Herren- und Damenkonfektion, Bettwaren und Manufakturwaren in der Bingerstraße 11, Langenlonsheim. Rudolf war kriegsversehrt aus dem Ersten Weltkrieg heimgekehrt und Ende der 1920er Jahre Vorsitzender des Langenlonsheimer Fußballvereins „Borussia“ gewesen. Er bewohnte mit seiner Frau Ida und den beiden Söhnen Erich (* 1921) und Richard (* 1922) sowie seiner ledigen Schwester Emilie das Haus in der Binger Straße in Langenlonsheim, in dem er sein Textilgeschäft für Stoff- und Manufakturwaren führte.
Im Auftrag der jüdischen Gemeinde Langenlonsheim musste Rudolf Mayer am 24. April 1940 den zerstörten Sakralbau der Langenlonsheimer Synagoge für die Summe von 427,50 RM an einen Privatmann veräußern.
Am 10. April 1942 wurde die gesamte Familie Rudolf Mayer über das Sammellager „Concordia“ von Bad Kreuznach in andere Konzentrationslager deportiert, wo sie alle verstarben.

### Familie Carl Nachmann (Hauptstraße 35)
Carl Nachmann führte einen Wein- und Getreidehandel und bewohnte mit seiner Frau Ida, seinen Kindern Johanna, Sally und Jakob sowie seiner ledigen Schwester Mina das Haus in der Hauptstraße 35 in Langenlonsheim. Tochter Johanna heiratete und zog zu ihrem Mann nach Nieder-Saulheim, von wo aus sie in die USA emigrierten. Sally und Jakob gelang die Auswanderung vor 1938 in die USA. Während der Novemberpogrome brachen Langenlonsheimer Rollkommandos auch in das Haus Nachmann ein, der 76-jährige Carl Nachmann wehrte sich gegen die Gewalttäter und wurde dabei lebensbedrohlich verletzt. Seine Frau verstarb noch im Jahre 1938. Carl Nachmann wanderte daraufhin auch in die USA zu seinen Kindern aus. Mina Nachmann verstarb 1942 in einem israelitischen Altersheim in Mainz.

### Familie Moritz Weiß (Hauptstraße 24)
Moritz („Mohne“) Weiß führte eine Metzgerei sowie einen Vieh- und Weinhandel in seinem Haus in der Hauptstraße 24 in Langenlonsheim. Er war mit Frieda verheiratet, hatte eine Tochter Ilse und einen Sohn Hans, im gleichen Haus wohnte auch seine Schwester Lina. Die Tochter Ilse heiratete vor 1937 ihren Mann Berthold in Rheinböllen, von wo aus sie beide noch in die USA auswanderten konnten.
Im Novemberpogrom 1938 in der Nacht vom 9. auf den 10. November brachen Rollkommandos in das Haus von Moritz Weiß ein, zerschlugen Einrichtung und Möbel. Moritz Weiß und sein Sohn Hans wurden am 15. November 1938 inhaftiert und ins Gefängnis nach Bad Kreuznach verschleppt. Moritz kam nach einigen Tagen frei, während sein Sohn Hans in das Konzentrationslager Dachau deportiert wurde. Erst am 18. Januar 1939 wurde er mit „dem Rat“ entlassen, unverzüglich auszuwandern. Am 10. November mittags um 15 bis 17 Uhr drangen 10 bis 15 Männer in das Haus und zertrümmerten alle Möbel.
Hans Weiß wanderte über Sarreguemines (Frankreich) in die USA aus.
Beim Verkauf des Hauses wurden Moritz, Frieda und Lina Weiß das Wohnrecht bis zur Ausreise zugesichert. Sie durften in zwei Hinterstübchen im obersten Stockwerk wohnen und wurden von der befreundeten Frau Tullius mit Lebensmitteln versorgt. Lebensmittel durfte an sie nicht mehr verkauft werden („Nur hintenrum“). Frieda verstarb 1941 in Langenlonsheim, Moritz und Lina zog in den Geburtsort seiner verstorbenen Frau, zu Herbert, einem Verwandten mütterlicherseits nach Heldenbergen. Von dort aus wurden sie in ein KZ deportiert, wo sie umkamen.

### Familie Ludwig Mayer (Hauptstraße 52)
Ludwig Mayer war Wein- und Viehhändler und wohnte zusammen mit seiner Frau Johanna und seinen Kindern Paul und Lieselotte in seinem Wohnhaus Hauptstraße 52 in Langenlonsheim. Sein Sohn Paul zog bereits im Jahre 1929 nach Bingen, von wo aus er noch nach England auswandern konnte. Ludwig Mayer verzog mit seiner Frau und Tochter im Jahre 1939 nach Frankfurt am Main. Von dort wurden sie alle in ein Konzentrationslager deportiert, wo sie alle umkamen.

### Familie August Weiss (Schulstraße 12)
August Weiss führte eine Viehhandlung in der Schulstraße 12 in Langenlonsheim, wo er mit seiner Frau Isabella und seinen drei Söhnen Sally, Kurt und Max wohnte. Sally Weiß verstarb im Konzentrationslager an „Herzschwäche“ (Gerichtlich festgestellter Todestag: 31. Dezember 1939) Die anderen beiden Söhne Kurt und Max wurde am 10. November 1937 inhaftiert und in das KZ Dachau deportiert, wo sie bis zum 1. März 1939 inhaftiert blieben. Kurt Weiß heiratete 1941 in Kirn. Kurt und Max Weiss wurden später wieder in Konzentrationslager deportiert, wo sie beide umkamen.
Die Eheleute August und Isabella Weiß wurde als letzte der jüdischen Gemeinde Langenlonsheim am 25. Juli 1942 in das Konzentrationslager Theresienstadt deportiert, wo sie beide umkamen.

### Familie Siegmund Heymann (Hauptstraße 39)
Siegmund Heymann führte einen Landesproduktenhandel in der Hauptstraße 39 in Langenlonsheim. Das Haus bewohnte er mit seiner Frau Mathilde, Sohn Walter, Stiefmutter Karoline Heymann und die Geschwister seiner Ehefrau: die Geschwister Selma Weil (1896) und Wilhelm Weil (1882). Walter Heymann wanderte noch 1935 nach São Paulo in Brasilien aus. Es gelang ihm jedoch noch, 100 britische Pfund mitzunehmen, womit er in São Paulo eine Firma für Berufskleidung aufbauen konnte. Siegmund Heymann wurde am Tag vor dem Novemberpogrom in „Schutzhaft“ genommen. Am 31. Dezember 1939 konnte er mit seiner Ehefrau Mathilde und seiner Stiefmutter Karoline Heymann nach São Paulo auswandern. Die Geschwister Wilhelm und Selma Weil kamen vermutlich in einem Konzentrationslager um bzw. wurden ermordet.

### Familie Gustav Kahn (Hollergasse 20)
Gustav Kahn (1885) war Klempner. Er bewohnte zusammen mit seiner Frau Henriette Johanna geb. Weiss (1889), seinem Sohn Siegfried (* 1925), seiner Schwägerin Klara Weiß und deren Tochter Jenny im Haus Hollergasse 20 in Langenlonsheim. Die Familie Kahn verzog bereits im Jahre 1937 nach Frankfurt am Main, wo Henriette Kahn vermutlich vor 1942 verstorben ist. Gustav Kahn wurde in das Konzentrationslager Majdanek deportiert, wo er umkam. Gustavs Schwägerin Klara Weiß beging am 30. September 1938 in Frankfurt am Main Selbstmord. Die Tochter Jenny Weiß überlebte als einzige in Deutschland.

### Familie Witwe Sara Blank (Hauptstraße)
Blank war Religionslehrer und wohnte in der Kreuznacher Straße in Langenlonsheim. Die Witwe Sara Blank wohnte mit Tochter Anny Blank (1895) in der Hauptstraße, zwischen dem Haus Lorenz und der alten Apotheke. Anny war in der Bürgermeistereiverwaltung tätig. Sara und Anny sind 1934 nach Belgien ausgewandert, Anny wurde von dort aus in das Konzentrationslager Auschwitz deportiert, wo sie ermordet wurde.